# Sarahs
 Sarahs (anche riportata come Saraghs, Serahs, Sarakhs o Saragt) è la città capoluogo dell'omonimo distretto situato nella provincia di Ahal, in Turkmenistan. La città è ubicata a 285  metri sul livello del mare ed insiste su un'oasi.
| Controllo di autorità | VIAF (EN) 2239152261522817180008 · LCCN (EN) no2018040852 · J9U (EN, HE) 987012427166105171 |